# Стала простих чисел
Ста́ла прости́х чи́сел — це дійсне число {\displaystyle \rho }, {\displaystyle n}-та двійкова цифра якого дорівнює 1, якщо {\displaystyle n} є простим, і 0, якщо n — складене або 1.
Іншими словами, {\displaystyle \rho } є просто числом, двійковий розклад якого відповідає індикаторній функції множини простих чисел. Тобто
{\displaystyle \rho =\sum _{p}{\frac {1}{2^{p}}}=\sum _{n=1}^{\infty }{\frac {\chi _{\mathbb {P} }(n)}{2^{n}}}}
де {\displaystyle p} означає просте число, а {\displaystyle \chi _{\mathbb {P} }} є характеристичною функцією простих чисел.
Початкові знаки десяткового подання числа ρ: {\displaystyle \rho =0{,}414682509851111660248109622\ldots } (послідовність A051006 з Онлайн енциклопедії послідовностей цілих чисел, OEIS)
Початкові знаки двійкового подання: {\displaystyle \rho =0{,}011010100010100010100010000\ldots _{2}} (послідовність A010051 з Онлайн енциклопедії послідовностей цілих чисел, OEIS)

## Ірраціональність
Легко показати, що число {\displaystyle \rho } ірраціональне. Щоб побачити це, припустимо, що воно раціональне.
Позначимо {\displaystyle k}-й знак двійкового подання {\displaystyle \rho } через {\displaystyle r_{k}}. Тоді, оскільки {\displaystyle \rho } за припущенням раціональне, повинні існувати додатні числа {\displaystyle N} і {\displaystyle k}, такі, що {\displaystyle r_{n}=r_{n+ik}} для всіх {\displaystyle n>N} і всіх {\displaystyle i\in \mathbb {N} }.
Оскільки простих чисел нескінченно багато, ми можемо вибрати просте {\displaystyle p>N}. За визначенням ми знаємо, що {\displaystyle r_{p}=1}. Як було зазначено вище, має виконуватися {\displaystyle r_{p}=r_{p+ik}} для будь-якого {\displaystyle i\in \mathbb {N} }. Розглянемо випадок {\displaystyle i=p}. Ми маємо {\displaystyle r_{p+i\cdot k}=r_{p+p\cdot k}=r_{p(k+1)}=0}, оскільки {\displaystyle p(k+1)} складене, бо {\displaystyle k+1\geq 2}. Оскільки {\displaystyle r_{p}\neq r_{p(k+1)}}, ми маємо констатувати, що {\displaystyle \rho } — ірраціональне.